# Теодорих Великий
Теодо́рих Вели́кий (гот. 𐌸𐌹𐌿𐌳𐌰𐍂𐌴𐌹𐌺𐍃 𐍃𐌰 𐌼𐌹𐌺𐌹𐌻𐌰/Þiudareiks sa Mikila, лат. Flavius Theodericus (Theodoricus), греч. Θευδέριχος (Θεοδώριχος) ὁ Μέγας, др.-англ. Þēodrīc, нем. Theoderich der Große, др.-сканд. Þjóðrekr, Þiðrek; около 451 — 30 августа 526) — король остготов из рода Амалов. В 489 году вторгся в пределы Италии и к 493 году завоевал весь Апеннинский полуостров и Сицилию, Предальпийские области и Далмацию. С 493 по 526 год — единоличный правитель Королевства остготов со столицей в Равенне.

## Биография

### Проблема даты рождения Теодориха
Теодорих — сын Теодемира и его любимой наложницы Эрелеувы (Эрелиевы). Точная дата его рождения неизвестна. Согласно преданию, Теодорих родился в тот день, когда весть о разгроме гуннов Валамиром достигла его брата Теодемира. Также известно, что восьмилетним ребёнком Теодорих был отправлен как заложник в Константинополь и пробыл там 10 лет.
Если он действительно появился на свет в 456 году, то не мог через три года отправиться в Константинополь восьмилетним заложником, а трёхлетнего ребёнка вряд ли сделали бы заложником. Но если даже предположить, что Теодориха отправили в Византию не в 459 году, а позже, всё равно начинается полная путаница в его биографии. Получается, что в 470 году он, пробыв в заложниках 10 лет, и будучи четырнадцатилетним, уже унаследовал власть своего погибшего дяди Валамира и завоевал Сингидунум (совр. Белград). Хронологических сложностей можно избежать, допустив, что Теодорих был на пять лет старше и появился на свет в 451 году. Тогда известие о поражении гуннов, которое пришло в день его рождения, относилось бы к битве на Каталаунских полях, а в этой битве остготы сражались на стороне проигравших. Видимо, у биографа Теодориха Кассиодора было достаточно оснований сместить дату рождения Теодориха, чтобы сделать её более значимой.

### Первые годы правления. Завоевание Сингидуна
В 459 году в обеспечение одного из мирных договоров, прерывавших борьбу остготов с римлянами, Теодорих был отправлен в Константинополь, где и пробыл десять лет, с 459 по 469 год. Предполагается, что, находясь в Византии, Теодорих «познакомился с римской образованностью, блеском роскоши, цирками, театрами, изучил греческий язык». Уважительное отношение к античному наследию и культуре современной Византии, усвоенное ещё в юные годы (приблизительно с 8 до 18 лет), во многом определило его мировоззрение в дальнейшем.
После гибели верховного короля остготов Валамира, Теодорих вернулся в 469/470 году из Византии и принял власть над частью королевства своего дяди Валамира, а его отец Теодимир — как наследник Валамира — стал верховным королём. Во главе 6000 воинов из подвластной ему третьей части племени Теодорих перешёл Дунай и напал на короля сарматов Бабая, который, пользуясь трудностями возникшими у готов в последнее время и при поддержке Константинополя, начал вторгаться на их владения. Теодорих разбил сарматов, убил Бабая, после чего захватил его резиденцию Сингидун (совр. Белград). Теодорих оставил Сингидун себе. Согласно Иордану, ему в это время было 18 лет. Сам Теодорих возводил начало своей королевской власти именно к этому событию, так как тридцатилетие своей власти он отмечал в 500 году.

### Остготы покидают Паннонию
Однако через три года в 473 году остготы были вынуждены оставить Паннонию. Племя Видимира I и его сына, которого звали так же, отправилось в Италию. Теодимир же направился в Византию. Согласно Иордану, остготы раскололись потому, что успех юного Теодориха никому не угрожал больше, чем дяде и двоюродному брату. В Византии остготы Теодимира и Теодориха расселились в македонских землях и заключили с римлянами выгодный договор. В 474 году после смерти отца Теодорих стал верховным королём готов. Между 474 и 476 годами Теодорих оставил македонское федератское королевство и ушёл обратно на Дунай, на этот раз в Нижнюю Мёзию, где с перерывами пребывал до 488 года. Возможно, что перебазироваться в Мёзию Теодориху приказал остгот из рода Амала Теодорих Страбон, носивший титул верховного главнокомандующего имперской армии и также претендующий на звание верховного короля остготов.

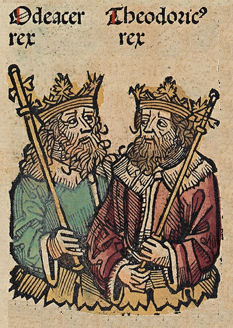
Одоакр и Теодорих Великий. Ксилография Вильгельма Плейденвурфа и Михаэля Вольгемута из Нюрнбергской хроники 1493 года

В отличие от Теодориха Страбона, поддержавшего узурпатора Василиска, Теодорих принял сторону законного императора Зенона. Василиск и Теодорих Страбон потерпели поражение, а Теодорих унаследовал все должности своего тёзки. Зенон назвал его своим другом, произвёл в патрикии и назначил верховным главнокомандующим. Тогда же было признано нижнемёзийское королевство федератов-остготов и ему были обещаны выплаты ежегодных субсидий.

### Теодорих вступает в войну с Империей
Однако задержка жизненно необходимых выплат имперским правительством и уговоры Теодориха Страбона заставили Теодориха перейти на сторону последнего. Некоторое время Теодорих Страбон и Теодорих Великий действовали совместно, но затем Зенону удалось подкупить Теодориха Страбона, и Теодорих, сын Теодемира, остался в одиночестве. Теодорих счёл более разумным отступить в Эпир. Здесь он был вынужден вновь вступить в переговоры с римлянами. Теодорих вроде бы соглашался вновь перейти на римскую службу и удалиться из Эпира в предназначенные ему для поселения земли в Пауталии. Он только просил дать возможность своему изнурённому войску провести зиму 479/480 года в Эпире и уточнял, в каком из римских округов ему следует оставить небоеспособную часть его народа, а также обоз, пока он сам с 6000 воинов будет очищать Фракию от враждебных Константинополю готов. Указанное число воинов обращает на себя внимание: она красноречиво свидетельствует о том, что Теодорих в «балканских ущельях» потерял около половины своего личного состава, и тем самым был отброшен на уровень начала своего правления, то есть к 470 году. Пока велись переговоры, римский военачальник Сабиниан напал на отдельно двигавшийся отряд брата Теодориха Тиудимунда, в котором находились сестра и мать короля, и разгромил его. Только благодаря тому, что Тиудимунд совершенно не по-королевски бросил свой отряд на произвол судьбы и даже разрушил за собой спасительный мост, он сумел ускользнуть вместе с матерью.
Война продолжилась, и Сабиниан получил значительные подкрепления, что делало положение Теодориха угрожающим. Однако в 481 году Сабиниан стал жертвой интриги. В том же году настал конец остготскому двоевластию: неожиданно умер Теодорих Страбон. Его войско по большей части перешло к Теодориху.

### Теодорих — римский консул
Избавившись от своего самого опасного врага и соперника, Теодорих в 482 году вторгся в Грецию и атаковал Ларису. Ужасные опустошения, производимые его войском, вынудили Зенона в 483 году наконец заключить договор. Теодориха снова возвели в достоинство военачальника и в патриции, назначили консулом на 484 год и выделили ему Прибрежную Дакию и некоторые части Нижней Мёзии. Назначение Теодориха на консульскую должность в 484 году подтверждает, что Теодорих родился в 451 году, так как минимальный возрастной ценз для вступления в консульство был — тридцать три года (в императорскую эпоху этот принцип исполнялся не всегда). В связи со вступлением в консульство остготский король получил римское гражданство и новое имя — Флавий Теодорих. Сестра Теодориха Амалафрида была принята в придворный штат императрицы.
Тогда же (в конце 483 года или начале 484 года) Теодорих Великий убил в Константинополе своего соперника, сына Теодориха Страбона Рекитаха. Никакого наказания за это преступление Теодорих Великий не понёс.
В год консульства Теодориха Зенон решил, что пришло время предпринять энергичные действия в Малой Азии против восставших исавров. Во главе как воинов своего племени, так и регулярных римских частей Теодорих переправился в Вифинию, но уже в Никомедии был отозван. Императору «пришла в голову мысль, что он может предать». В 486 году дело дошло до войны между Зеноном и Теодорихом. Остготы вторглись во Фракию, грабя и разоряя её. В ответ на это Зенон призвал на помощь булгар, но они потерпели поражение. В 487 году Теодорих развернул наступление на Константинополь. Готы блокировали город, заняли важные предместья и перекрыли поступление воды. Зенон сумел правильно отреагировать: он вызвал Амалафриду из придворного штата императрицы и направил её с богатыми дарами к её брату. Теодорих отступил.

### Зенон отправляет Теодориха для завоевания Италии
В 488 году Теодорих заключил с Зеноном договор, согласно которому остготы отправлялись в Италию, где их король «после победы над Одоакром за свои труды будет править вместо императора, пока тот не прибудет туда (в Италию)». В конце лета 488 года, после сбора урожая, остготы двинулись в Италию. Их численность оценивается самое малое в 20 000 воинов, то есть в целом, с жёнами и детьми около 100 000 человек. Теодорих старался привлечь к участию в походе как можно больше представителей своего народа. Он вёл переговоры даже с крымскими готами; однако те отказались участвовать в италийском предприятии. Так же повели себя многие готы Фракии, но к нему примкнули неготские элементы, такие, как ругии Фридериха и отдельные римляне, в том числе даже родственники императора.

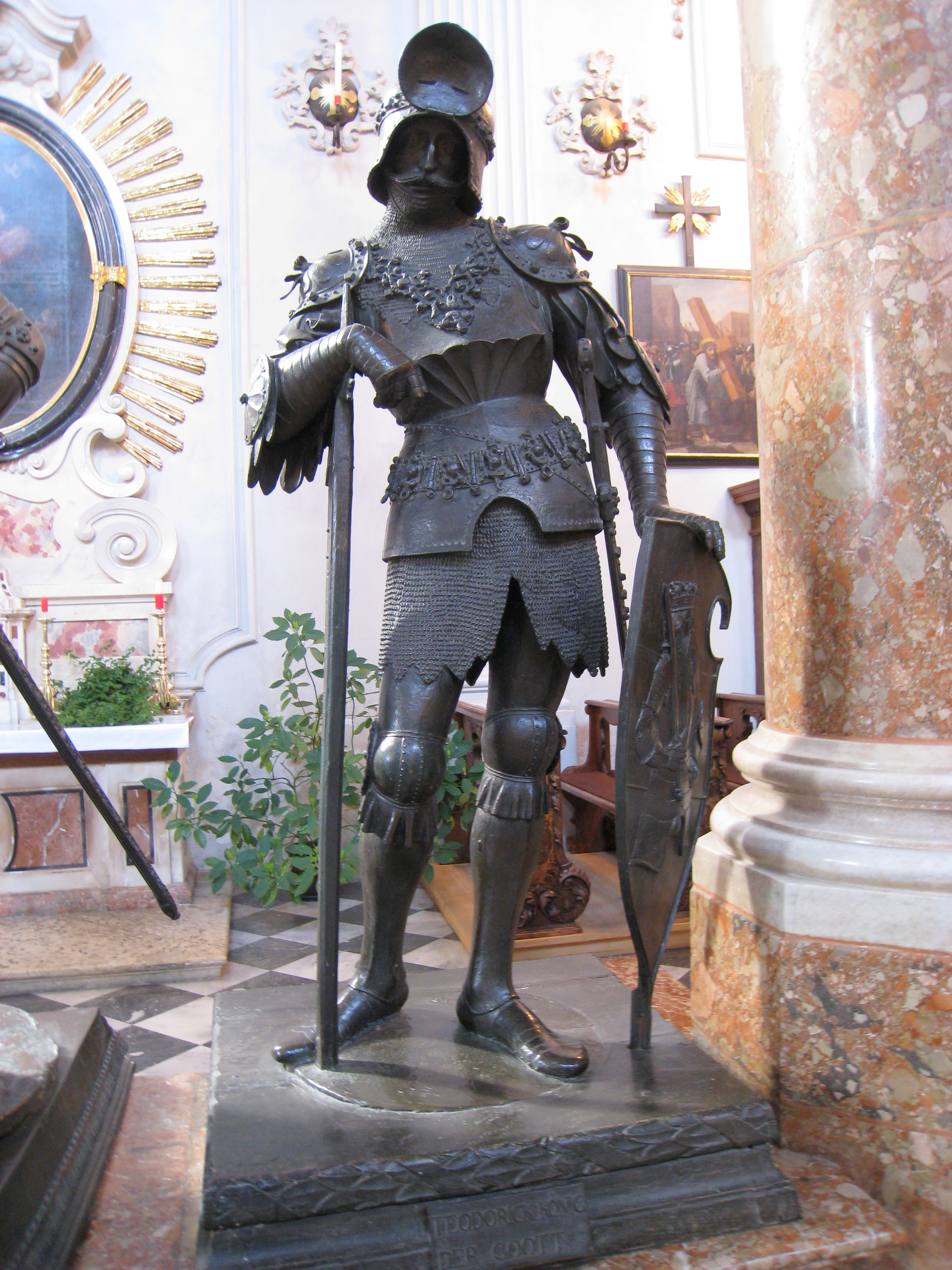
Петер Вишер Старший, Статуя Теодориха Великого, XVI в.
Хофкирхе, Инсбрук, Австрия.

### Вторжение остготов в Италию
Близ нынешнего Вуковара, приблизительно там, где Вука впадает в Дунай, путь остготам преградили гепиды. Была ли у гепидов договорённость с Одоакром, или эту трудную задачу они сами на себя взвалили, установить невозможно. В кровопролитном сражении при личном участии Теодориха готы обратили врагов в бегство и захватили их запасы. Среди убитых гепидов, возможно, был их король Травстила (Трапстила). После этого остготы отразили нападение сарматских кочевников и, наконец, достигли Италии.
При переправе через Изонцо они столкнулись с армией Одоакра. 28 августа 489 года Теодорих перешёл в наступление и обратил Одоакра в бегство. Менее чем через месяц спустя готы подошли к Вероне, где произошло второе сражение. Река Адидже стала ловушкой для отрезанных от Вероны частей Одоакра. Одоакр 30 сентября бежал в Равенну. Военный магистр Одоакра Туфа и большая часть разбитой армии перешли на сторону победителя. В Медиолане (совр. Милан), который Теодорих занял после Вероны, остготского короля приветствовали светские и духовные сановники. Казалось, что наступление Теодориха на Италию не остановить, и оно вот-вот завершится скорой и убедительной победой.

### Война за обладание Италией
У Теодориха не было оснований сомневаться в лояльности Туфы, и он послал его с отборными воинами на Равенну. Однако Туфа вновь перешёл на другую сторону; вверенное ему готское элитное формирование погибло, и Теодорих потерпел первое тяжёлое поражение на италийской земле. Теперь Теодорих отступил к Тицину (совр. Павия) и заперся там, осаждённый Одоакром. К общим бедствиям, обрушившимся на Италию, добавилось вторжение бургундов, воспользовавшихся тем, что два врага сковали силы друг друга и оставили границу незащищённой. Пока Одоакр занимал Кремону и наказывал Медиолан, бургунды разграбили и опустошили Лигурию.
Лишь в середине 490 года Теодориху удалось снова захватить инициативу. Аларих II, король вестготов, в знак готской солидарности послал в Италию своих воинов. С приближением вестготского деблокирующего войска Одоакр снял осаду Павии и отошёл к Адде. 11 августа 490 года у переправы через реку произошло сражение. Теодорих одержал полную победу. Одоакр снова отошёл к Равенне и заперся там. Однако не все сторонники италийского короля собрались в Равенне. Например, нейтрализовать Туфу готам не удалось. Этот военачальник держал оборону в стратегически важной долине Адидже близ Тридента.
Между тем, у Теодориха произошёл разрыв с его ругийскими союзниками. Дело в том, что, после того как была снята осада Павии, Фридерих и его воины были оставлены для защиты этого города. Здесь они стали вести себя, как настоящие оккупанты, притесняя население и тем самым дискредитируя римскую политику Теодориха. Однако только через год, либо 18, либо 22 августа 491 года Теодорих смог лично вмешаться в ход дел в Павии. Фридерих был наказан, после чего «нарушил слово верности» и перешёл со своими ругиями к Туфе. Готскому королю не оставалось ничего иного, как изолировать обоих союзников на территории к северу от Вероны и ждать. Либо ещё в 492 году, либо только в 493 году Туфа и Фридерих поссорились и дали друг другу настоящий бой между Вероной и Тридентом. Достоверно известно, что в этом бою Туфа погиб, и, возможно, его участь разделил и Фридерих. Во всяком случае, ругии снова присоединились к Теодориху.

### Захват Равенны. Убийство Одоакра

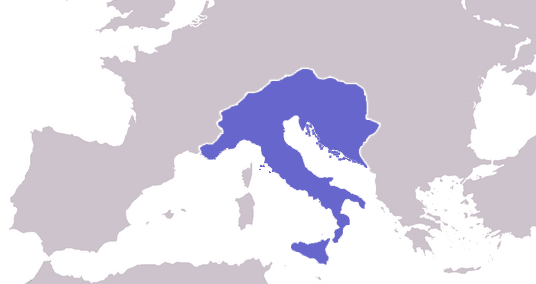

Любая попытка взять штурмом Равенну терпела неудачу из-за неприступности города, который два года беспрепятственно снабжался с моря. Однако и положение осаждённых было безнадёжным. В ночь с 9 на 10 июля 491 года Одоакр предпринял последнюю серьёзную попытку прорваться из города, но она оказалась неудачной. Хотя обе стороны понесли тяжёлые потери, но для защитников, которые были в меньшинстве, они оказались тяжелее. Погиб Ливила, военачальник Одоакра и преемник Туфы, а также его лучшие эрульские отряды. 29 августа 492 года Теодориху удалось установить полную блокаду города, после того как остготы мобилизовали для этого в Римини достаточное количество кораблей.
25 февраля 493 года при посредничестве епископа Равенны Иоанна III был заключён договор, согласно которому Теодорих и Одоакр должны были совместно владеть столицей Равенной и вместе осуществлять власть над Италией. 5 марта 493 года остготский король вступил в Равенну, а через десять дней Одоакр был собственноручно убит на пиру Теодорихом. Приверженцы умерщвлённого короля были перерезаны; расквартированные по различным местам полуострова отряды варваров рассеяны.

### Переговоры о признании императора

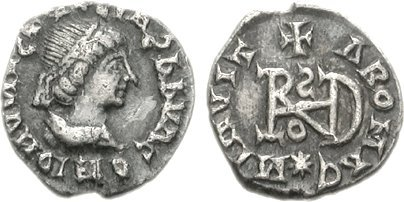
Остготская серебряная монета (между 491 и 501 гг.), на которой Теодорих изображён в жемчужной диадеме и традиционном готском уборе

Ещё ведя войну с Одоакром, Теодорих начал переговоры с Константинополем о признании себя правителем Италии. Император Зенон, с которым он договаривался о вторжении в Италию, весной 491 года умер, а с новым императором — Анастасием переговоры затянулись. Теодорих, в конце концов, потерял терпение и разрешил готскому войску в марте 493 года провозгласить себя королём «без приказа нового императора». При этом Теодорих не принял «ни императорского облачения, ни императорского титула», но всю жизнь по варварскому обычаю велел называть себя королём. Император Анастасий I лишь в 497 году признал племенное избрание короля, и лишь в 516 году представил Теодориха римскому сенату как человека, которому он вверил власть над Западом. Хотя Теодорих энергично отстаивал свою фактическую независимость от Востока, не раз даже с оружием в руках, но до конца жизни считал государство, в котором он был королём, частью Империи, монарх которой пребывал в Константинополе, и никогда не чеканил монет с одним своим изображением.

### Внутренняя политика Теодориха

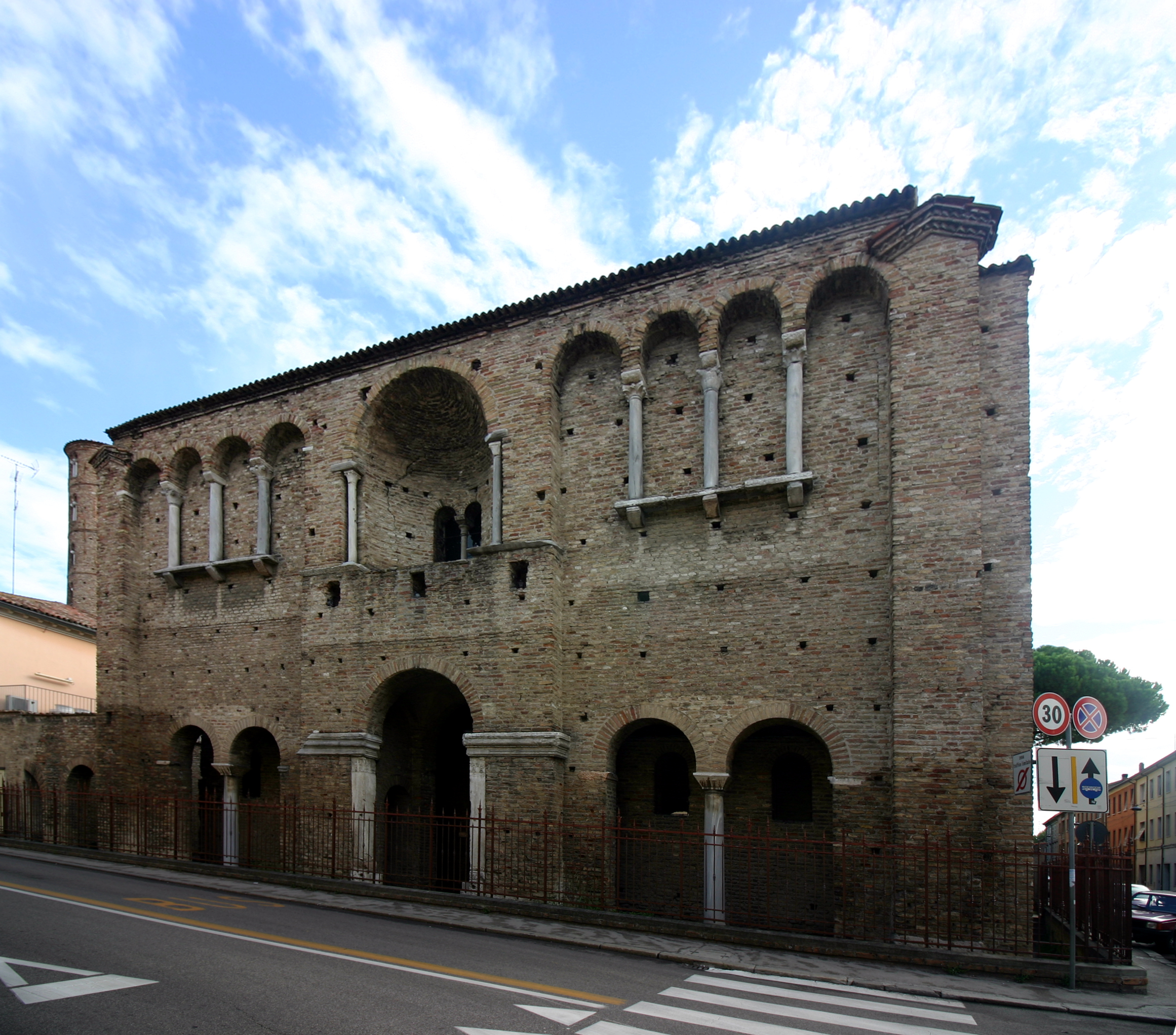
Дворец Теодориха Великого. Равенна

В Италии оставлен был почти нетронутым выработавшийся в Империи бюрократический аппарат как центральной, так областной администрации. Римляне сохранили свои судебные, финансовые и муниципальные учреждения и поставлены были в положение, равноправное с готами, за одним лишь исключением: только последние могли носить оружие и проходить военную службу. Более того: Теодорих стремился подчинить и готов нормам римского права и устройства. В его королевстве не проводился практиковавшийся в вестготском, бургундском и франкском государствах принцип — множественности, так называемых, «личных прав», то есть подчинения человека закону того народа, к которому он принадлежал по происхождению. «Эдикт», изданный Теодорихом, должен был служить сводом, общим для готов и для римлян. В своей основе он был сокращением римского кодекса Феодосия I, с дополнениями из указов позднейших императоров. Правда, в этот эдикт проникли некоторые варварские обычаи, но и они оказались смягчёнными влиянием римских юридических понятий. Верно и то, что в управлении Италией возникли некоторые новые должности, например «готских графов», но они должны были лишь служить административными и судебными посредниками в делах и тяжбах между готами и римлянами.
Памятники Рима, куда Теодорих в первый раз совершил торжественный въезд в 500 году, приводили его в восторг, и он объявил, что Вечный город всегда должен пользоваться особыми привилегиями. Теодорих много жертвовал на восстановление в Риме памятников древности, улучшил городское управление, относился с почтением к сенату, заботился о развлечении народа пышными играми в Колизее. Столицей своей Теодорих, однако, избрал не Рим, а, по примеру последних императоров, хорошо укреплённую и чуждую воспоминаний о древней свободе — Равенну. Он блестяще украсил её и построил себе роскошный дворец, изображение которого сохранилось на мозаике одной из равеннских церквей, возведённой в его время и уцелевшей до наших дней. В Равенне Теодорих был окружён пышным двором; столица его сделалась не только центром интенсивной политической работы, но и средоточием главных умственных сил страны.

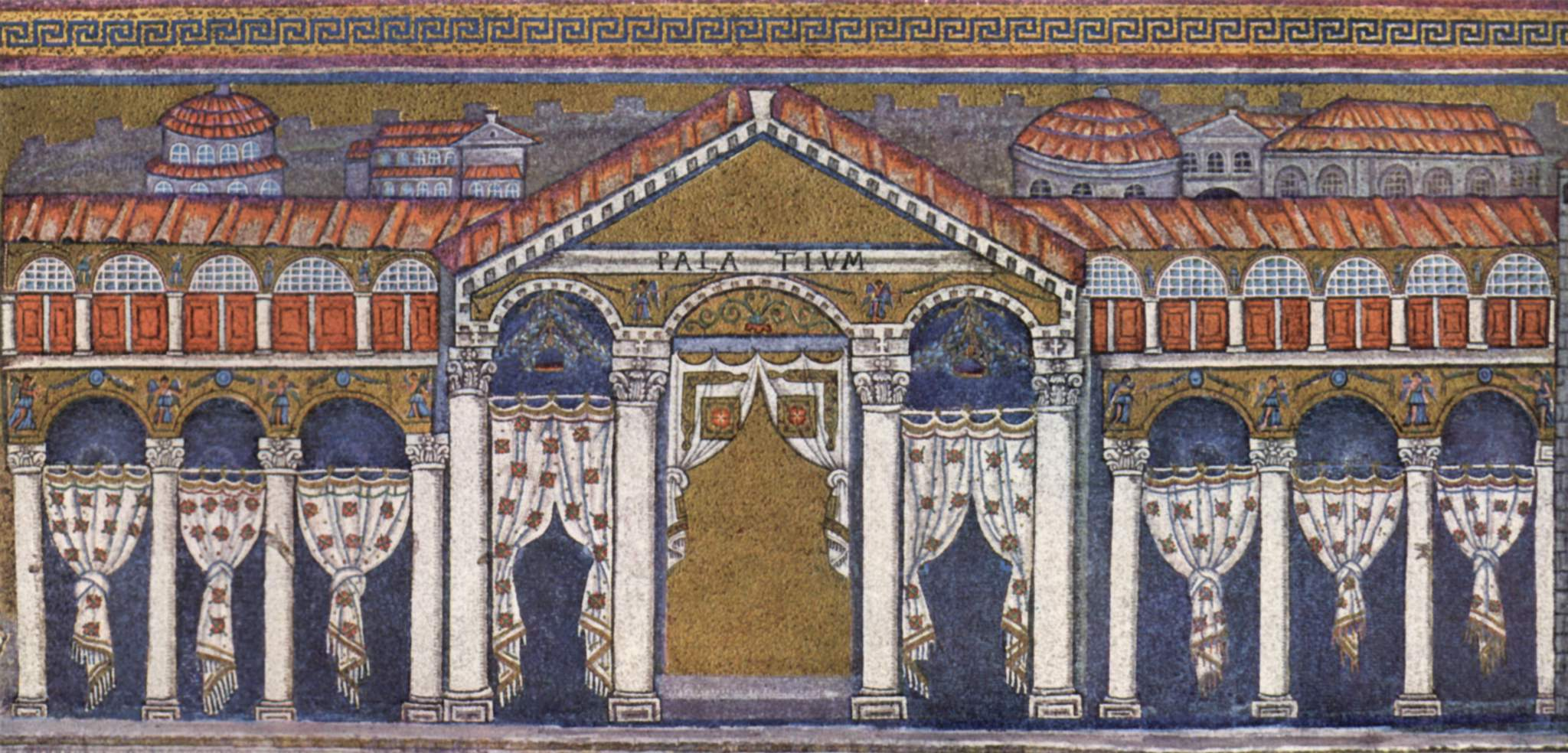
Дворец Теодориха в Равенне. Мозаика в церкви Св. Аполлинария в Равенне.

Особенное внимание правительства сосредоточивалось на правильном взыскании податей, которыми, по старой имперской системе, были обложены не только коренные жители Италии, но и готы-переселенцы.
Вполне обеспечить финансы от расстройства Теодориху не удалось; но всё-таки право обложения государственным налогом всех подданных, без различия происхождения, служило для Теодориха важной материальной основой власти. Высшие и средние слои населения полуострова достигли при нём заметного улучшения своего благосостояния. Мирная политика дала подняться земледелию; торговля, совсем упавшая с начала V века, значительно возродилась. Готские историки восхваляют процветание Италии, где «даже купцы могут свободно путешествовать, даже золото и серебро можно положить на дороге и долго спустя, найти его неприкосновенным». В действиях правительства заметно старание установить правосудие и защитить население от чрезмерных требований фиска и от вымогательств со стороны чиновников. Увлекаясь ролью «отца своих подданных» и не рассчитывая на добросовестность администрации, уже привыкшей притеснять управляемых, король объявил себя как бы личным опекуном и покровителем всех слабых.

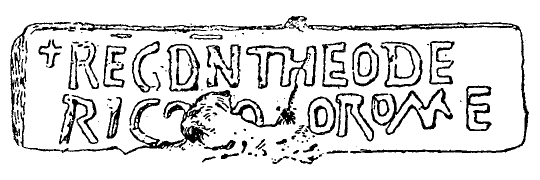
Кирпич с эмблемой Теодориха, найденный в храме Весты в Риме. Надпись читается «+REG(nante) D(omino) N(ostro) THEODE/RICO [b]O[n] O ROM(a)E», что означает: «С нашим владыкой Теодориком хорошее правление в Риме»

Самым выдающимся исполнителем начинаний Теодориха был его первый министр (магистр оффиций) и главный советник Кассиодор. После смерти Боэция в 524 году он стал правой рукой Теодориха во внутреннем управлении государства. Кассиодор редактировал его указы и был при его дворе активным проводником романизации. Собранные им в конце жизни рескрипты, письма и грамоты Теодориха составляют важный источник для изучения правления Теодориха.
Теодорих не был истинно образованным человеком, хотя рассказы о его безграмотности сильно преувеличены. То, что он был неграмотным и вынужден был пользоваться для подписания документов шаблоном, — явная неправда. Теодорих, проведший, как известно, детство и юность при императорском дворе в Константинополе, не мог быть таким необразованным. Позднейшее высказывание готских магнатов, требующих изменений в воспитании Аталариха, что Теодорих осуждал образование — тоже далеко от истины. Он стремился дать дочери своей Амаласунте хорошее римское воспитание. Высокообразованными были его племянник Теодахад и, возможно, Амалаберга, сестра последнего, выданная замуж в Тюрингию за короля Герменефреда. Теодорих высоко ценил просвещённых людей, особенно писателей. Он искал их в римском обществе, литературное развитие которого находилось тогда в упадке; предприимчивому государю всё-таки удалось собрать около себя немало видных людей, прославивших и с этой стороны его царствование. Среди них были Симмах, Боэций и Кассиодор, представители трёх главных отраслей умственной деятельности — права, философии и красноречия. Культурная деятельность Теодориха получила в позднейшей науке название остготского возрождения.

### Свобода вероисповедания

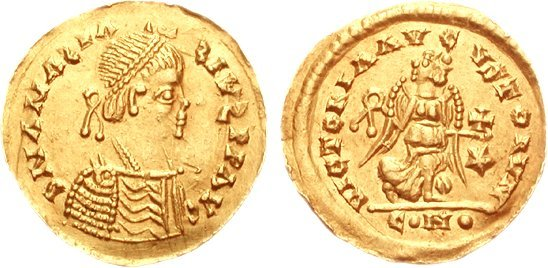
Монета, которую от имени императора Анастасия Теодорих в 490-е гг. чеканил в Милане

Будучи сам арианином, Теодорих установил свободу веры в стране, где большинство жителей были никенианами. Никенианкой была Эрелеува, мать короля, состоявшая в переписке с папой Геласием I. Теодорих относился терпимо даже к нехристианским культам. Разрушенные еврейские синагоги были восстановлены по его приказу. Римские первосвященники пользовались при нём большой независимостью, и если король вмешивался в избрание папы, то лишь с целью охранять общественный порядок, а не в видах давления на дела римской церкви.

### Отношения с вандалами
Ещё ранее, стареющий вандальский король Гейзерих договорился с Одоакром, что за ежегодную выплату дани Сицилия будет принадлежать Италии. Однако уже в 490 году победы готов предрешили судьбу Одоакра, — так что вандалы сочли этот договор утратившим силу и попытались вновь забрать себе Сицилию. Хотя основные силы Теодориха были скованы осадой Равенны, хватило и скромного отряда готов, чтобы развеять надежды вандалов в 491 году. Поражение в Сицилии оказалось столь впечатляющим, что Карфаген отказался как от территориальных, так и от финансовых притязаний.
Вероятно в 500 году Теодорих выдал свою овдовевшую сестру Амалафриду за вандальского короля Тразамунда. В качестве приданого за ней Теодорих отдал западносицилийскую область с городом Лилибеем (совр. Марсала). Со значительной свитой из 1000 отборных воинов и 5000 их слуг Амалафрида отправилась в Карфаген, чтобы поддержать там проводимую Теодорихом политику племенного равновесия. Больших успехов в этом, однако, она не достигла. Флот Тразамунда не вышел в море, когда военно-морские силы Империи в 507/508 годах опустошали побережье Нижней Италии и мешали Теодориху вовремя двинуться в Галлию, на помощь вестготам. В 510 и 511 годах вандальский король принял сторону вестготского претендента на престол Гезалеха, которого остготский экспедиционный корпус изгнал из Испании. Гезалех, бежавший в Карфаген, получил значительные средства и был обязан вернуться на родину, чтобы возобновить борьбу с Теодорихом. Разумеется, отношения между Равенной и Карфагеном после этого ухудшились, однако эта напряжённость если и вылилась, то всего лишь в одном конфликте ограниченного масштаба — в пограничной области Лилибея. Тразамунд признал своё бессилие и извинился словом и делом. Предложенное золото было отвергнуто, письменное оправдание принято. Тразамунд оставался союзником Теодориха до своей смерти.
Следующий вандальский король, Хильдерих, порвал с Равенной и перешёл в лагерь императора. Вдовствующая королева Амалафрида, которая противилась изменившейся политике и, возможно, возражала против вандальского порядка наследования престола, была отстранена от дел и, в конце концов, убита. Была перебита и её готская свита. Теодорих стал готовиться к походу возмездия на Карфаген. Спешно построенный флот численностью не менее тысячи кораблей должен был 13 июня 526 года покинуть италийское побережье; однако Теодорих заболел и 30 августа того же года умер.

### Отношения с вестготами

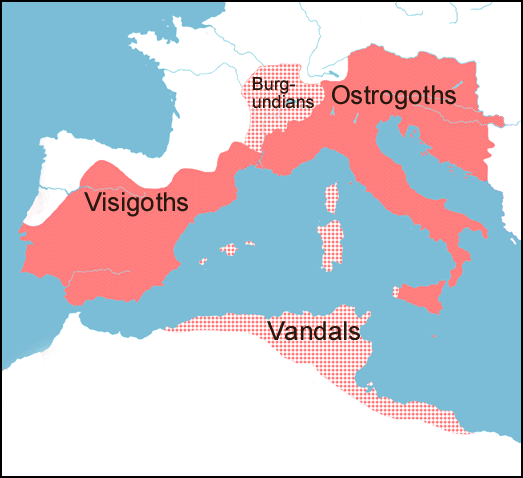
Распространение власти Теодориха и на вестготов

После того как Теодорих в 493 году стал бесспорным хозяином Италии, он отдал свою дочь Тиудигото в жены королю вестготов Алариху II. Этот брак соединил оба знатнейших готских королевских рода — Амалов и Балтов. Когда франки напали на вестготов в 507 году и в битве при Вуйе погиб Аларих II, Теодорих из-за нападения византийского флота на Южную Италию не смог вовремя оказать им помощь.
Только летом 508 года Теодорих мобилизовал свою армию для похода в Галлию. Ещё до конца 508 года остготское войско во главе с герцогом Иббой выбило союзников франков, бургундов, безуспешно осаждавших Арль, из ранее вестготского Прованса. Область между Альпами и Роной в 509/510 годах была присоединена к государству остготов. Теодорих восстановил галльскую префектуру с резиденцией в Арле. Сын Алариха II, внук Теодориха Амаларих был слишком мал, другой его сын от наложницы Гезалех не пользовался расположением вестготов. В результате началась многолетняя война между готами, продлившаяся до 511 года и закончившаяся тем, что Теодорих Великий стал также и королём вестготов. В Вестготском королевстве, сокровищница которого, по большей части спасённая, была вывезена в Равенну, Теодорих сначала назначил наместником Иббу, а затем своего оруженосца и доверенного человека — остгота Теудиса. За 15 лет, в течение которых Теодорих правил обоими готскими королевствами, многое было сделано для восстановления готского единства. Так Теодорих «открыл» вестготского Амала Эвтариха и в 515 году сделал его мужем своей дочери и наследницы Амаласунты.

### Отношения с бургундами
Поскольку Теодорих не испытывал недостатка в членах семьи женского пола, он смог оказать честь и бургундскому королевскому дому, породнившись с ним. В 496 году дочь Теодориха Острогото была отдана замуж за бургундского королевича Сигизмунда. Однако постоянная напряжённость между остготским и бургундским королевствами сохранялась. В войне с остготами 508—509 годов бургунды понесли тяжёлые потери: в первую очередь именно они пострадали от остготского контрнаступления 508/509 года. Они не только потеряли все свои септиманские завоевания, но и были вынуждены отказаться от надежды приобрести Арль и Авиньон. Опустошению подверглись и их земли вплоть до Оранжа и Валанса.
После того как Сигизмунд унаследовал трон своего отца Гундобада в 516 году, конечно, в отношениях между готским тестем и бургундским зятем не было доброго согласия. Тем не менее на границе с обеих сторон почти 15 лет царил мир. Положение быстро изменилось, когда дочь Теодориха умерла, и Сигизмунд в 522 году приказал убить своего сына Сигериха, внука Теодориха. Такой конец готской партии у бургундов одновременно означал и конец оборонительной бургундской политики Теодориха. Теперь он должен был осуществить кровную месть за убитого Амала, а к этому родственному долгу Теодорих всегда относился серьёзно. Угроза остготской наступательной войны побудила к действиям и франков, так что бургунды были зажаты между двумя фронтами. Пока Сигизмунд тщетно пытался отразить франкское нашествие, остготское войско под командованием Тулуина заняло по меньшей мере земли между Дюрансом и Дромом, а скорее всего, и до самого Изера. Благодаря событиям 522—524 годов остготские владения в Галлии достигли своих максимальных размеров.

### Отношения с франками

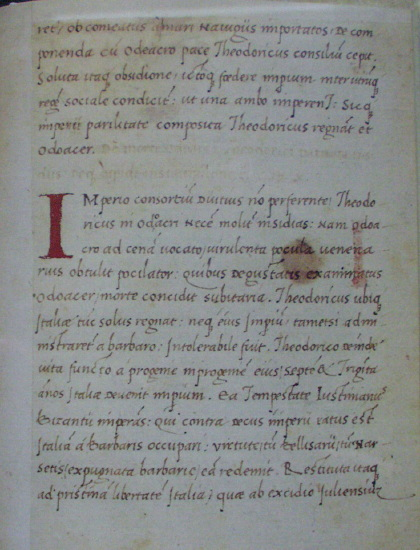
Эдикт Теодориха. 512 год. Фрагмент.

Прежде чем выдать своих дочерей за королей вестготов и бургундов, Теодорих сам — либо в 493, либо в 494 году — взял жену из франков, сестру Хлодвига Аудофледу, которая стала матерью Амаласунты и должна была закрепить дружбу между самыми могущественными королями того времени. Действительно, оба короля всю жизнь старались избегать прямой конфронтации. Хотя тесть и зять причинили друг другу достаточно неприятностей, но открытой войны они никогда не искали, даже в столь дипломатически насыщенном 506 году, когда противоречия между ними угрожающе обострились. Тогда алеманны после почти девятилетнего перерыва снова восстали против франков и ещё раз были разбиты. Теодорих взял алеманнов под свою защиту. Равенна потребовала от короля франков прекратить дальнейшее преследование побеждённых, причём Теодорих гарантировал, что впредь алеманны будут уважать суверенитет франкской территории, ведь всё-таки «король пал вместе со спесью народа (алеманнов)». Только при снятии осады с Арля осенью 508 года остготы и франки сражались друг против друга, и то лишь потому, что осаждённых бургундов должно быть поддерживал франкский контингент. Но когда в 508 году Теодорих ввёл войско в Галлию, Хлодвига на юге уже не было.
К 510 году Герменефред, король Тюрингского королевства, получил в жены племянницу Теодориха Амалабергу. В результате готы приобрели сильнейшего союзника против франков. До самой смерти Теодориха остготско-тюрингский союз оправдывал возлагавшиеся на него надежды.

### Война с гепидами
Восточная политика Теодориха стала продолжением векового спора двух императоров по поводу границы между империями. В то время как на далматинской Дрине и Наренте (совр. Неретва), которые в течение десятков лет служили границей между Италийским королевством и Восточной империей, в основном царило спокойствие, обстановка в районе устья Дрины, у Сирмия, была куда менее стабильной. Здесь, на «старом месте жительства готов», после их ухода в 473 году вольготно устроилась часть племени гепидов, которая ещё в 488 году пыталась помешать проходу Теодориха в Италию. Кроме этой группы гепидов, занявшей Сирмий, была ещё одна — поселившаяся к северу от Дуная вне пределов Империи. К 504 году обе группы демонстрировали опасные намерения к объединению. Гепидская держава могла стать достаточно сильной, чтобы угрожать даже Италии Теодориха, коль скоро уже сирмийская группа оказалась серьёзным противником в 488 году. Послы гепидов вели в Равенне малопонятные речи; как будто они даже выдвигали территориальные притязания. В 504 году дело дошло до того, что Теодорих решил действовать и отомстить гепидам за их старый долг. Остготский король направил вниз по Саве войско под началом комита Питцы. События развивались быстро: Питца взял Сирмий, изгнал гепидского короля Тразариха и захватил в плен его мать, супругу того самого Трапстилы, который в 488 году оказал Теодориху сопротивление на Вуке.
Однако присоединением Паннонии дело не закончилось: в 505 году остготы вторглись в долину Моравы, нарушив тем самым границы Византии. Близ места впадения этой реки в Дунай самостоятельно действовал главарь шайки гуннско-гепидских разбойников Мунд, создавший подобие королевства. Его опорной базой была крепость Герта. Хотя даже Кассиодор не сообщает ничего хорошего об этом предводителе «бандитов, разбойников с большой дороги, убийц и грабителей», тем не менее, готским командирам было поручено заключить с ним договор и поддержать его. Помощь была настоятельно необходимой и потому, что с большим войском (в составе которого были и булгары) приближался младший Флавий Сабиниан, сын одноимённого византийского полководца, который чуть не положил навсегда конец карьере Теодориха в 479—481 годах. Однако остготского войска численностью в 2500 воинов оказалось достаточно для победы над византийцами при Горреум Марги (совр. Чуприя). Победившее в этом сражении остготское войско на четыре пятых состояло из пехоты, что является большим отклонением от нормы.
Видимо, самое позднее, к этому моменту Теодорих позаботился об установлении хороших отношений с герульским королём Родульфом. Остготский король сделал Родульфа «сыном по оружию» и послал ему по варварскому обычаю лошадей, щиты и другое воинское снаряжение.

### Отношения с Византией
В результате всех этих действий Теодорих оказался в состоянии войны с Анастасием I, хотя поначалу император не предпринимал никаких прямых военных контрмер. Тем не менее за быстрые успехи сирмийской войны впоследствии пришлось дорого заплатить. Императорская дипломатия с избытком компенсировала территориальные потери, расстроив всю политику Теодориха в отношении племён. В течение 5 лет — до 510 года, когда формально был заключён мир, — император либо вообще не позволял остготам прийти на помощь их союзникам, либо не давал сделать это вовремя. Вероятно, в 510 году Теодорих договорился с императором Анастасием о том, что городской округ Бассианы, а значит и восточная часть Паннонии Сирмийской, верхнемёзийская долина Моравы и городской округ Сингидуна (совр. Белград) отходили к Византии. При этом Равенна хотя и отказалась от древней готской территории, зато как будто достигла доброго согласия между Востоком и Западом.

### Назревание разногласий между римлянами и готами
Остготское государство в Италии было бесспорно «великою державою». Сама территория его выходила далеко за пределы полуострова, захватывая часть нынешнего Прованса, Швейцарию, Тироль, Австрию и Далмацию. По словам Иордана: «В западной части империи ни один народ не отказывал ему в уважении».
Всё, по-видимому, способствовало славе Теодориха и сулило его царству долгое будущее. Но под этой блестящей оболочкой крылись источники внутреннего разложения. Настоящего единства между готами и римлянами не было. Исключительные военные права первых давали в руки вооружённому германскому племени преимущества материальной силы, которые, при варварских их нравах, вызывали частые столкновения между ними и италийцами. Вследствие этого обострялось сознание культурных и религиозных различий и поднималась национальная вражда.

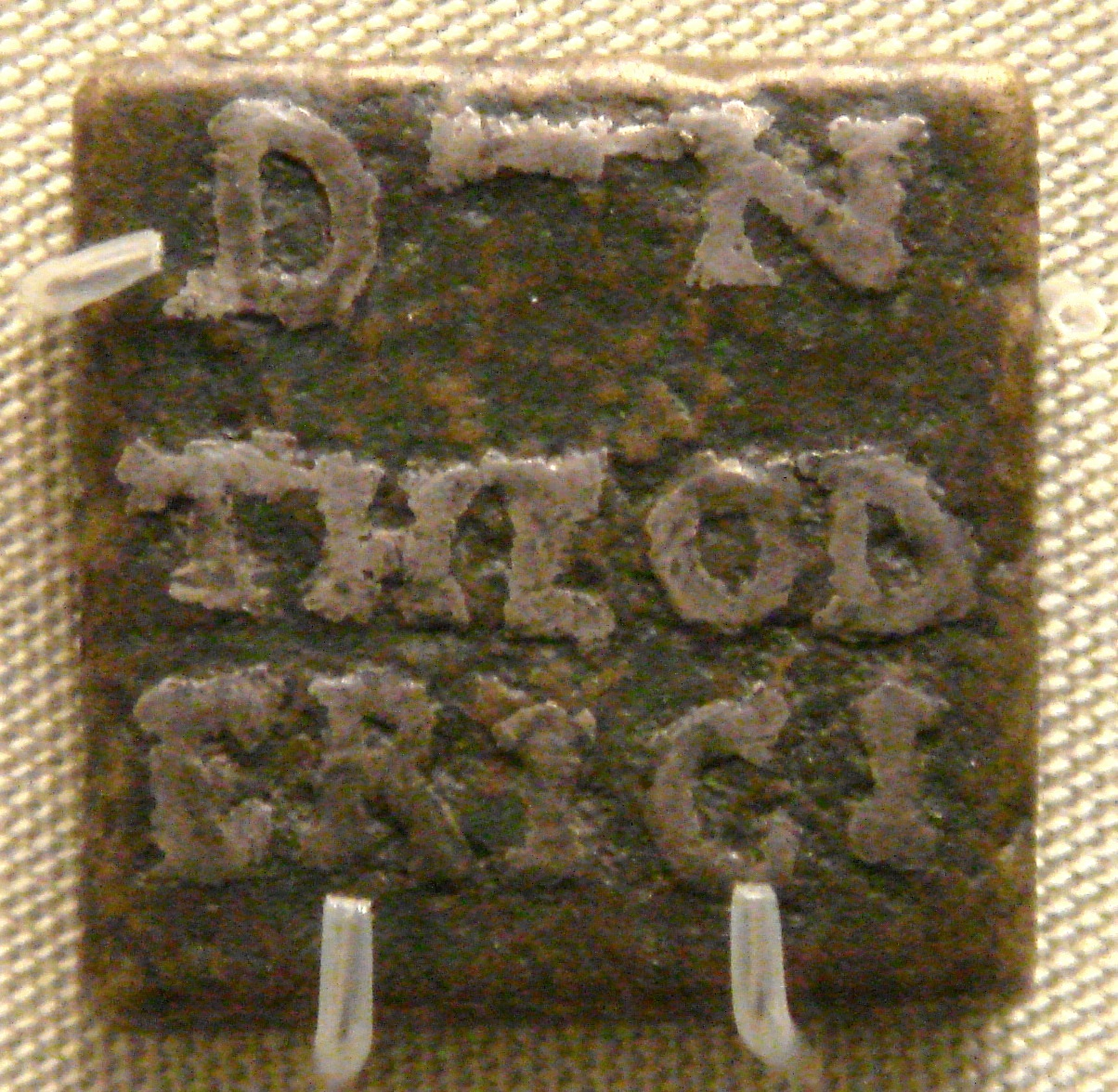
Бронзовый эталон веса, инкрустированный серебром, с именем Теодориха, выпущенный префектом Каталиной в Риме, 493—526 года

Старо-аристократическая магнатская партия подняла голову. Сенат сделался органом оппозиции. Открыт (или заподозрен) был заговор в пользу воссоединения с Восточной империей. Дело в том, что сенатор Альбин — в обход короля — написал, видимо самому императору письмо, посвящённое вопросу амальского наследования. Это письмо перехватила враждебная (во главе с сенатором Циприаном) партия и доставила в Равенну. Тогда Теодорих велел созвать консисторий — высший суд, ведавший римскими делами. Боэций, член коллегии, пытался оправдать Альбина. Однако Циприан настаивал на обвинении в государственной измене. Неудачная реакция Боэция хорошо известна: «Обвинение Циприана ложно; если Альбин что-то сделал, то виновники — я и весь сенат». Таким образом, Боэций не смог спасти своих друзей, а сам был втянут в это дело и арестован. С осени 523 года Боэций находился в заключении в Павии, где появилось на свет его знаменитое «Утешение Философией». Однако сочувствия короля Боэций не получил. Летом 524 года Боэций был приговорён к смертной казни с конфискацией имущества, но умер он под пытками. В Константинополе действия Теодориха расценили как преследование ортодоксов-никенеян и ответили соответствующими карательными действиями против ариан. В 525 году председателя сената Симмаха постигла та же судьба, что и его зятя Боэция.

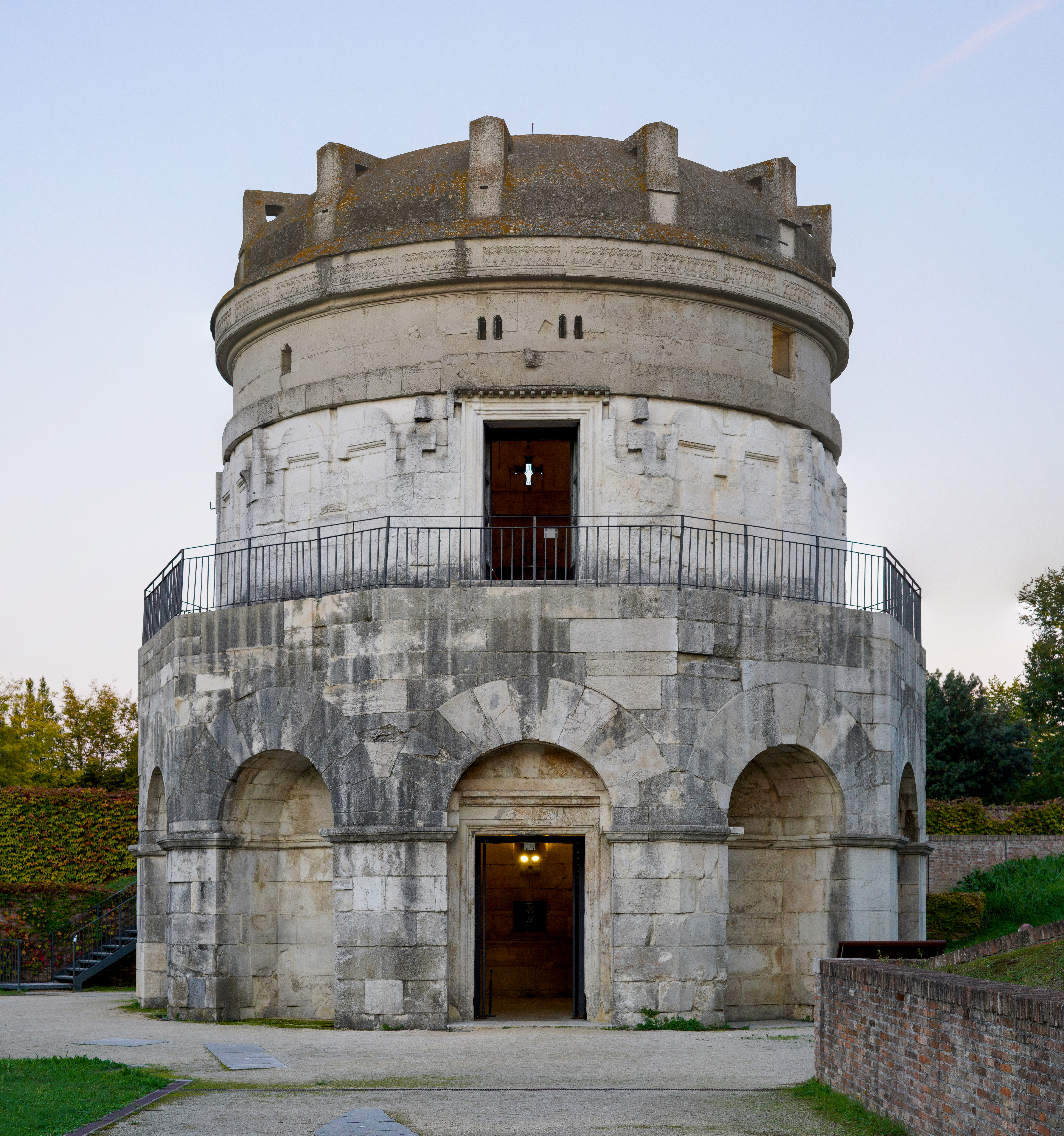
Мавзолей Теодориха в Равенне

Теперь Теодорих силой обязал папу Иоанна I стать послом и направил его к императору. Таким образом, осенью 525 года в Константинополь прибыло множество как духовных, так и светских италийских сановников. Их задача там, по сути дела, состояла в том, чтобы добиться благосклонности императора. Результаты миссии, с точки зрения Теодориха, были ужасающими. Папа и его свита остались долее ожидаемого и необходимого в Константинополе, где их приняли с большими почестями и где они со своей стороны оказывали таковые. Иоанн I лично провёл праздничную коронацию императора по случаю Пасхи. Вернувшись в Равенну, большая часть посольства, в том числе и папа, угодила в тюрьму, где 18 мая 526 года Иоанн I умер. Хотя Теодориху удалось провести в папы своего кандидата, но всё уже предвещало бурю.
Правительственный террор ещё более подчеркнул общественный разлад между готами и римлянами. Когда 30 августа 526 года престарелый Теодорих скончался — как и Арий, от дизентерии, — большинство ортодоксов-никениян были убеждены, что бывший повелитель готов отправился прямо в ад. Теодорих был погребён около Равенны; над его гробом его дочерью Амаласунтой был возведён роскошный мавзолей, в виде круглого здания на десятиугольном фундаменте, покрытого одним громадным камнем 11 м в диаметре и весом в 300 тонн. Позже кости короля-арианина были выброшены, а его мавзолей был переделан в церковь (ныне функционирует как музей).

### Рецепция
Германское языческое предание гласит, что чёрный конь Вотана унёс его с пира из Равенны, чтобы доставить в небесный чертог. Теодорих — прообраз германского фольклорного героя, Дитриха Бернского.

### Жёны и дети
- Любовница в Мёзии (её имя неизвестно); от неё Теодорих имел двух дочерей.[32]:
  - Тиудигото (род. приблизительно в 473 году). В 494 году она была выдана замуж за Алариха II, короля вестготов.
  - Острогото или Ареагна (род. приблизительно в 475 году). В 494 или 496 году она была выдана замуж за Сигизмунда, королевича Бургундии[33].
- С 493 года — Аудофледа, сестра Хлодвига I, короля франков, в браке с которой имел одну дочь:
  - Амаласунта (убита в 535 году), королева остготов.